# جیمز کیچ
جیمز کیچ (به انگلیسی: James Keach) (زاده ۷ دسامبر ۱۹۴۷) بازیگر آمریکایی است.
از فیلم‌های معروف او می‌توان به بازی در فیلم کارشناسان، خانواده جدید سوئیسی رابینسون و تعطیلات نشنال لمپون اشاره کرد.